# 小行星5352
小行星5352（5352 Fujita）是一颗绕太阳运转的小行星，为主小行星带小行星。该小行星于1989年12月27日发现。

## 轨道参数
小行星5352的轨道半长轴为2.3875925 UA，离心率为0.161。